# مركز الشيخ جابر الأحمد الثقافي
مركز الشيخ جابر الأحمد الثقافي (بالإنجليزية: Sheikh Jaber Al Ahmad Cultural Centre)‏ أو دار الأوبرا الكويتية هو معلم معماري وثقافي كويتي بارز، ويقع في قلب مدينة الكويت، بجوار قصر السلام بين شارعي الخليج العربي وجمال عبدالناصر. هو جزء من منطقة الكويت الثقافية الوطنية الجديدة. صدر قرار إنشاء المركز في عام 2015. وفي يوم 31 أكتوبر 2016 تم افتتاحه في الكويت بحضور أمير الكويت آنذاك الشيخ صباح الأحمد الجابر الصباح.
ويهدف مركز الشيخ جابر الاحمد الثقافي إلى تسليط الضوء على الفنون المسرحية وإلى خلق عالم مسرحي داخل مساحات خضراء فسيحة وسيشكل جنبا إلى جنب مع مركز الشيخ عبد الله السالم الثقافي مركزا وطنيا للثقافة بالكويت. افتتح المركز في 31 أكتوبر 2016، في مراسم شهدت مجموعة من الفقرات الفنية قدمها عبدالحسين عبدالرضا وسعد الفرج وسعاد عبدالله وحياة الفهد، ومجموعة من الفواصل الغنائية لفنانين الكويتيين مثل عبدالله الرويشد ونوال الكويتية ونبيل شعيل، دمجت الموسيقى التراثية الكويتية الأصيلة بالموسيقى الكلاسيكية، وغيرها من الفقرات الاستعراضية والتمثيلية متنوعة. وكان أبرز تلك الفقرات هي فقرة الأوبرا العالمية والتي قدمها المغنى الإيطالي الشهير أندريا بوتشيلي، حيث قدم رائعتي رومانتيكي الروسي تشايكوفسكي «كسارة البندق» و«بحيرة البجع».
ويتكون المبنى الذي استغرق تصميمه وإنجازه 22 شهرا، وأشرف عليه الديوان الأميري على مجموعة من الأشكال الهندسية المركبة والمستوحاة من العمارة الإسلامية، حيث تتواجد 4 مباني ضخمة مبعثرة على شكل الجواهر المبعثرة. ويضم المبنى 3 مسارح و3 قاعات للحفلات الموسيقية والمؤتمرات والمعارض ومركزا للوثائق التاريخية. وشُيد على مساحة تقدر بـ214 ألف متر مربع، وبتكلفة قدرت بنحو 235 مليون دينار كويتي، أي ما يقارب 775 مليون دولار أمريكي. من أجل بناء مشروع بهذا الحجم، تم استخدام الكثير من المواد الهندسية بكميات هائلة؛ 21 ألف طن من الحديد و 52 ألف متر مربع من مادة التيتانيوم لتكسيه المباني من الخارج. كما أن هناك مواقف للسيارات تتسع ل 3200 سيارة تربط المباني بعضها ببعض.

## وصلات خارجية
- الموقع الرسمي (بالعربية)
- الموقع الرسمي (English)